# 8813 Leviathan
8813 Leviathan (1983 WF1) là một tiểu hành tinh vành đai chính được phát hiện ngày 29 tháng 11 năm 1983 bởi E. Bowell ở trạm Anderson Mesa thuộc Đài thiên văn Lowell.